# ユーリー・クラスノジャン
ユーリー・アナトーリエヴィチ・クラスノジャン（Юрий Анатольевич Красножан、1963年6月7日 - ）は、ロシアの元サッカー選手、サッカー指導者。現役時代のポジションはDF/MF。

## 経歴
1963年、カバルダ・バルカル共和国の首都ナリチクで生まれた。1980年に地元のPFCスパルタク・ナリチクでキャリアを始めたが、サッカー選手としては大成することは無く1984年に退団。カバルダ・バルカル州立大学では物理を専攻しサッカーの研究に勤しんだ。1985年、同大学を卒業し教職に就くが、1991年、FCエタロン・バクサン(後にFCアフトザプチャースティ・バクサンに改称)にて復帰を果たした。アフトザプチャースティでは選手兼アシスタント・コーチとしてクラブに携わる。1999年にはキャリアを始めたPFCスパルタク・ナリチクでリザーブチームを指導。2000-2003にはアシスタント・コーチに任命され、2004年に監督に就任。2005シーズンはロシア・ファーストディビジョン(実質2部)を2位で終え、クラブをロシア・プレミアリーグに初昇格させる。2010年には決して裕福とはいえないクラブを過去最高位の6位でフィニッシュさせるなど手腕を発揮した。2010年12月中旬、ユーリー・ショミンの後任としてFCロコモティフ・モスクワの監督に就任した。
2011年5月27日、第11節のFCアンジ・マハチカラとの試合は1-2で敗れ、後日この試合は八百長であるとの疑いが流布した。ロコモティフ社長のオリガ・スモロードスカヤをはじめとした経営陣はクラスノジャンを解任することを決定し、6月6日に正式に解任されたがそれに至った理由は「職務怠慢」であるとされた。
2011年7月4日、ロシアB代表の監督に就任。
2011年12月27日、ロシアB代表を兼任する形でFCアンジ・マハチカラと5年契約を結び同クラブの監督に就任したが、厳しいトレーニング方法をしいた事で選手の不興を買い監督就任後2ヶ月で解任されたと報じられる。しかし、正式には辞任という形をとっている。辞任の理由については「たもとを分かつ理由については発表しないことで合意している。私に言えるのは一つだけ。決断の主な理由は、スタッフのマネジメントに関する基本的なことへの見解の相違ということだ」と語っている。
2012年8月16日、FCクバン・クラスノダールの監督に就任。2013年1月8日、解任。
2013年5月26日、FCテレク・グロズヌイの監督に就任。2013年10月、解任。

## 所属クラブ
- PFCスパルタク・ナリチク 1980-1984
- FCエタロン・バクサン 1991
- FCアフトザプチャースティ・バクサン 1992-1994

## 指導者経歴
- FCアフトザプチャースティ・バクサン（アシスタント） 1993
- FCアフトザプチャースティ・バクサン（アシスタント） 1995–1997
- PFCスパルタク・ナリチク（リザーブ） 1999
- PFCスパルタク-d・ナリチク（アシスタント） 2000–2003
- PFCスパルタク・ナリチク 2004–2010
- FCロコモティフ・モスクワ 2011
- ロシア-2 2011-2012
- FCアンジ・マハチカラ 2011.11-2012.2
- FCクバン・クラスノダール 2012.8-2013.1
- FCテレク・グロズヌイ 2013.5-2013.10
- カザフスタン代表 2014.2-